# Myctophum spinosum
Myctophum spinosum är en fiskart som först beskrevs av Steindachner, 1867.  Myctophum spinosum ingår i släktet Myctophum och familjen prickfiskar. IUCN kategoriserar arten globalt som livskraftig. Inga underarter finns listade i Catalogue of Life.